# 小行星17858
小行星17858（17858 Beaugé）是一颗绕太阳运转的小行星，为主小行星带小行星。该小行星于1998年5月22日发现。

## 轨道参数
小行星17858的轨道半长轴为2.2989322 UA，离心率为0.224。